# Persborgs station
Persborgs station är en hållplats för pågatåg i delområdet Persborg inom stadsdelen Rosengård i Malmö. Av Trafikverket är den benämnd Malmö Persborg. 
Efter att persontåg från 2018 åter tillåtits på Kontinentalbanan trafikeras Persborg på ringlinjen Malmöringen (Malmö C Övre–Persborg–Svågertorp–Triangeln–Malmö C Nedre).
Stationen trafikerades från 1994 av pågatågen mot Ystad. I augusti 2011 anslöts linjen Malmö–Ystad (–Tomelilla–Simrishamn) till den nyligen invigda Citytunneln. Därmed började Ystadstågen stanna vid Triangeln och Hyllie istället.
Stationen har 2 spår med sidoperronger. Bansträckan vid Persborg har dubbelspår och, liksom på Öresundsbron och i Danmark, högertrafik.

## Persborgs busshållplats
Busshållplatsen Persborg ligger på Lönngatan. Den används av stadsbussar, regionbussar och flygbussar. 
Trafiken med stadsbussar är tät. Färdtiden till Triangeln är beräknad till 12 minuter med buss medan samma resa med tåg tar 13 minuter.
Regionbuss till Svedala går idag (2025) med minst en tur i timmen, samma minuttal varje timme, och tre turer i timmen i rusningstrafik. Resan till centrala Svedala tar en halvtimme både med regionbuss och med kombinationen stadsbuss–pågatåg (byte i Oxie).
Regionbuss kör (år 2025) till Anderslöv med två turer på morgonen och två turer tidig kväll.